# Пенополистирол

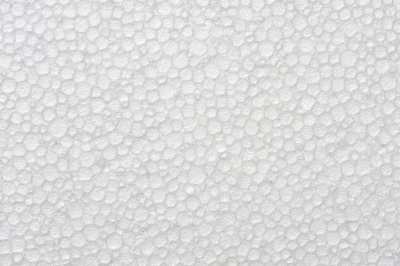
Пенополистирол Суспензионный Беспрессовый Самозатухающий (ПСБ-С) на срезе (EPS)

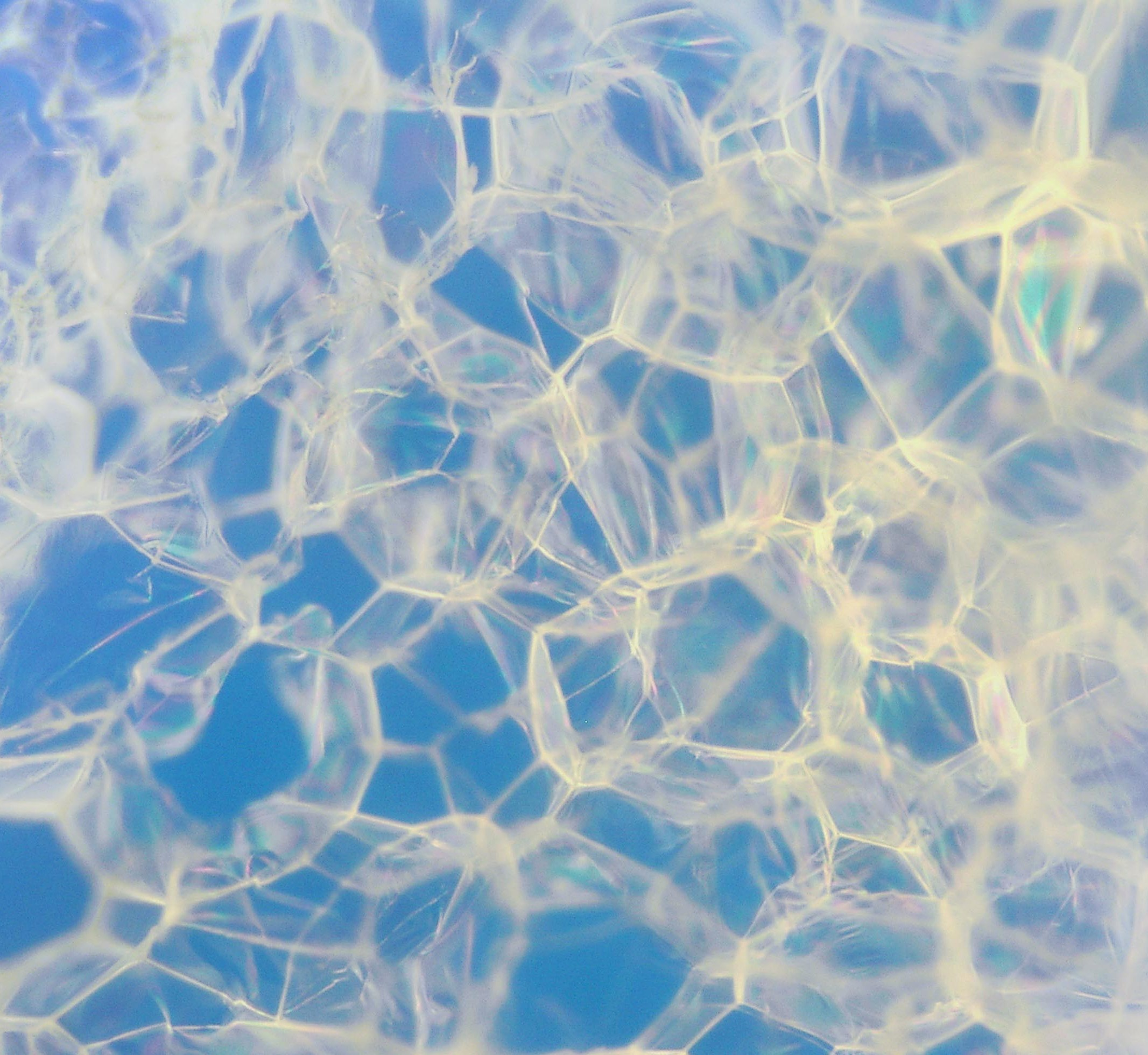
Структура пенополистирола при большом увеличении

Пе́нополистиро́л представляет собой газонаполненный материал, получаемый из полистирола и его производных, а также из сополимеров стирола. Пенополистирол является широко распространённой разновидностью пенопласта, таковым обычно и называется в обиходе. Обычная технология получения пенополистирола связана с первоначальным заполнением гранул стирола газом, который растворяют в полимерной массе. В дальнейшем производится нагрев массы паром. В процессе этого происходит многократное увеличение исходных гранул в объёме, пока они не занимают всю блок-форму и не спекаются между собой. В традиционном пенополистироле используются хорошо растворимый в стироле природный газ для заполнения гранул, в пожаростойких вариантах пенополистирола гранулы наполнены углекислым газом. Также существует непопулярная технология получения вакуумного пенополистирола, в котором отсутствует какой-либо из газов.

## История производства пенополистирола
Первый пенополистирол был изготовлен во Франции в 1928 г.. Промышленное производство пенополистирола началось в 1937 в Германии. В СССР производство пенополистирола (марки ПС-1) было освоено в 1939 г., марок ПС-2 и ПС-4 — в 1946 г., марки ПСБ — в 1958 г. В 1961 году в СССР была освоена технология производства самозатухающего пенополистирола (ПСБ-С). Для строительных целей пенополистирол марки ПСБ начали выпускать в 1959 г. на мытищинском комбинате «Стройпластмасс».

## Состав пенополистирола
Для получения пенополистирола чаще всего применяется полистирол. Другим сырьём служат полимонохлорстирол, полидихлорстирол, а также сополимеры стирола с другими мономерами: акрилонитрилом и бутадиеном. В качестве вспенивающих агентов служат легкокипящие углеводороды (пентан, изопентан, петролейный эфир, дихлорметан) или газообразователи (диаминобензол, нитрат аммония, азобисизобутиронитрил). Кроме того, в состав пенополистирольных плит входят антипирены (класс горючести Г1), красители, пластификаторы и различные наполнители.

## Способы получения
Значительная доля получаемого пенополистирола производится вспениванием материала парами низкокипящих жидкостей. Для этого используется процесс суспензионной полимеризации в присутствии жидкости, которая способна растворяться в исходном стироле и нерастворима в полистироле, например, пентана, изопентана и их смеси. При этом образуются гранулы, в которых легкокипящая жидкость равномерно распределена в полистироле. Далее эти гранулы подвергают нагреванию паром, водой или воздухом, в результате чего они значительно увеличиваются в размерах — в 10-30 раз. Получившиеся объёмные гранулы спекают с одновременным формованием изделий.

## Свойства пенополистирола

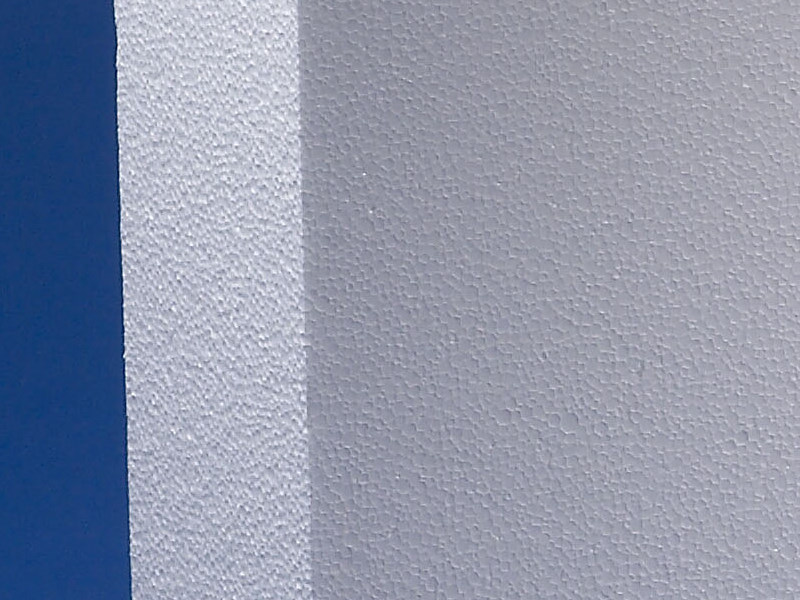
Высококачественный пенополистирол: материал с равномерно расположенными гранулами одинакового размера

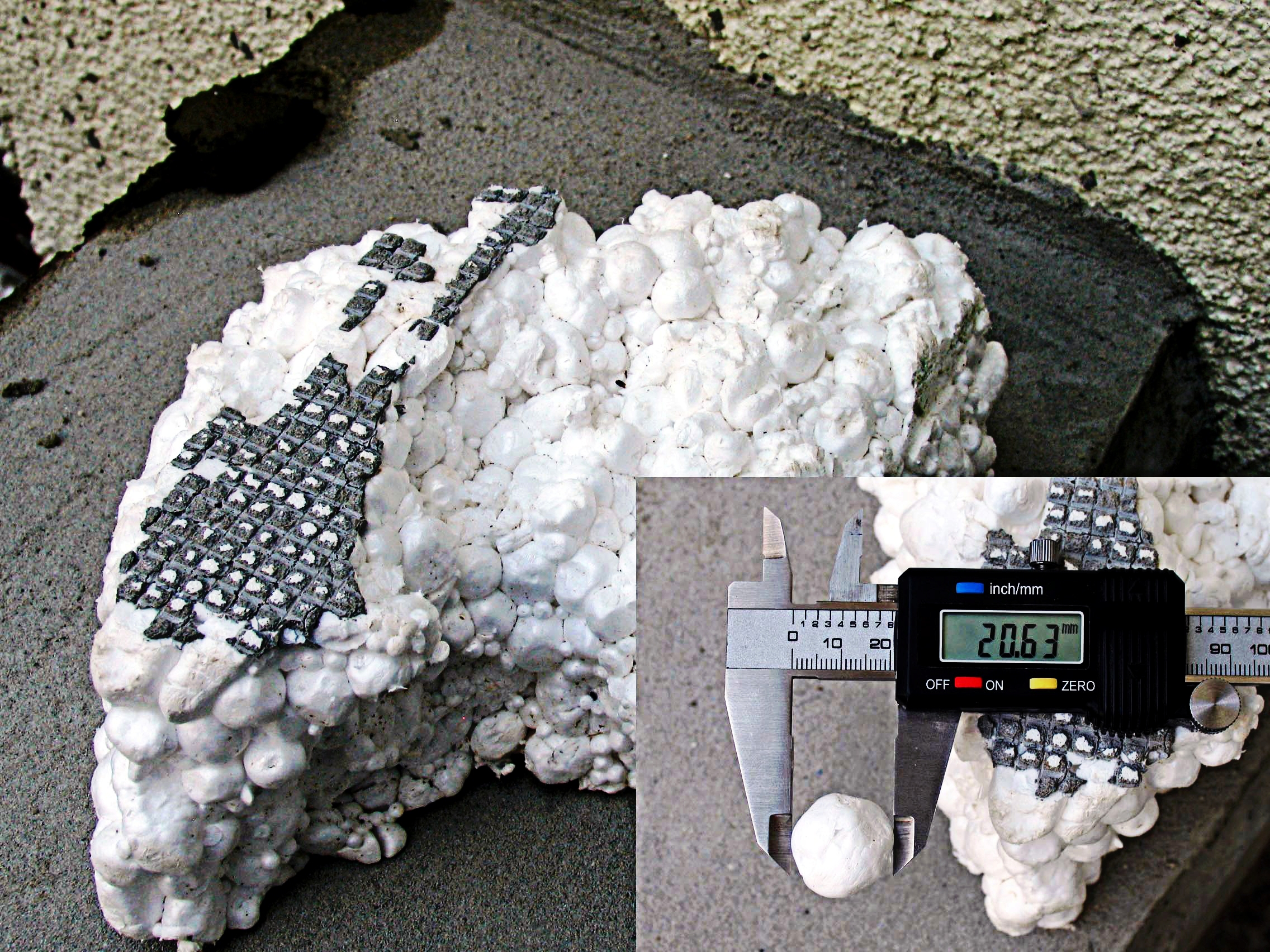
Низкокачественный пенополистирол типа ПСБ: излом идёт по зоне контакта шариков разного размера

Пенополистирол, который был получен методом вспенивания легкокипящей жидкости, представляет собой материал, состоящий из тонкоячеистых гранул, спекшихся между собой. Внутри гранул пенополистирола есть микропоры, между гранулами — пустоты. Механические свойства материала определяются его кажущейся плотностью: чем она выше, тем больше прочность и ниже водопоглощение, гигроскопичность, паро- и воздухопроницаемость.

## Основные виды производимого пенополистирола
- Беспрессовый пенополистирол: EPS (Expanded Polystyrene); ПСБ (Пенополистирол суспензионный беспрессовый); ПСБ-С (Пенополистирол суспензионный беспрессовый самозатухающий). Изобретён BASF в 1951 г.
- Экструдированный пенополистирол: XPS (Extruded Polystyrene); Экстрол, Пеноплэкс, Стирэкс, Техноплекс, Технониколь, URSA XPS
- Прессовый пенополистирол: различные зарубежные марки; ПС-1; ПС-4
- Автоклавный пенополистирол: Styrofoam (Dow Chemical)
- Автоклавно-экструзионный пенополистирол[8]

## Применение

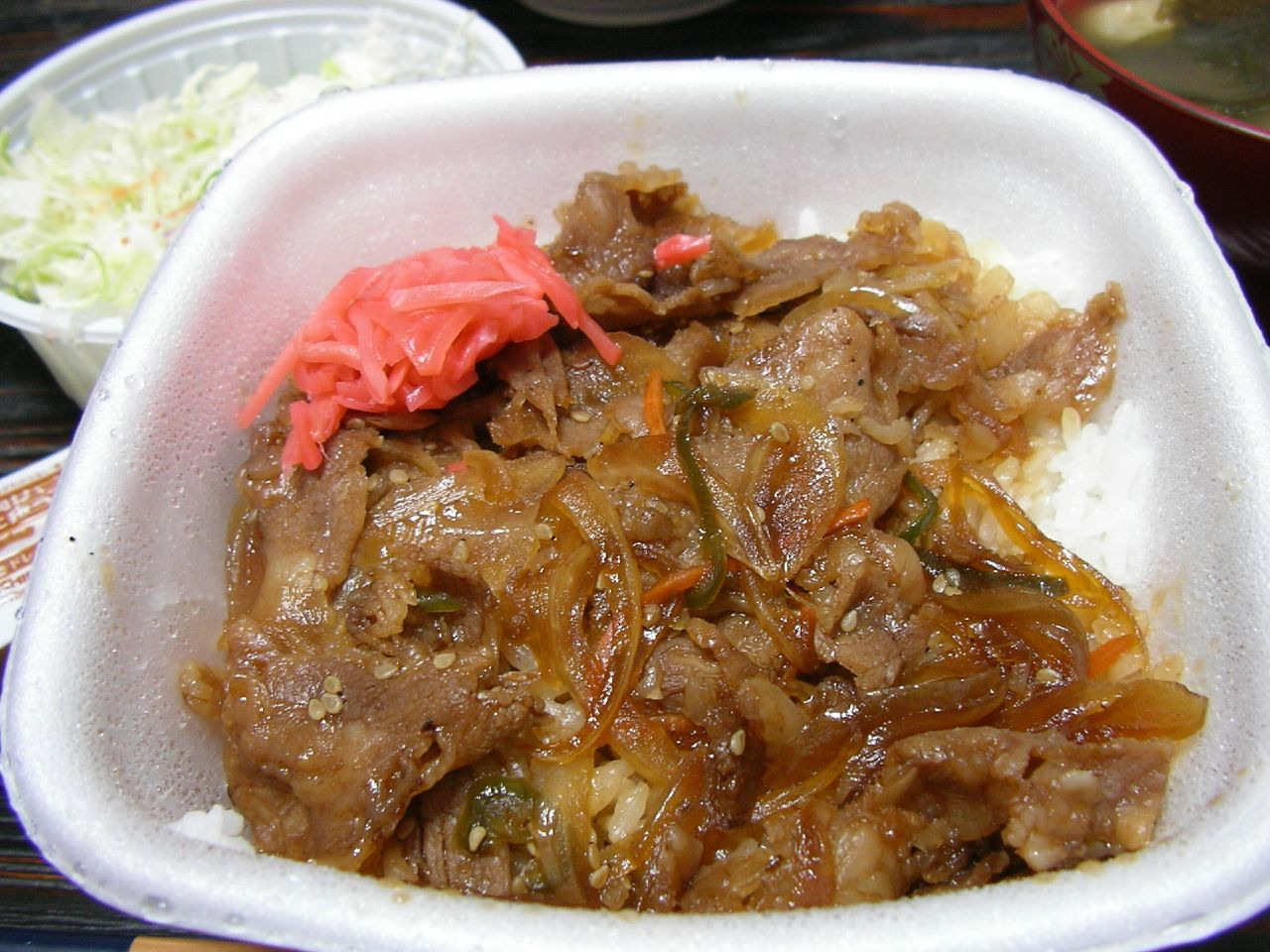
Одноразовая термопосуда из пенополистирола

Пенополистирол чаще всего используется как теплоизоляционный и конструкционный материал. Области его применения: строительство, вагоностроение, судостроение, авиастроение. Довольно большое количество пенополистирола применяется как упаковочный и электроизоляционный материал.
- В военной промышленности — как утеплитель; в системах индивидуальной защиты военнослужащих; как амортизатор в шлемах.
- В производстве бытовых холодильников как теплоизолятор (в СССР это серийно производившиеся холодильники «Ярна-3», «Ярна-4», «Визма», «Смоленск» и «Арагац-71») до начала 1960-х гг., когда пенополистирол был вытеснен пенополиуретаном.
- В производстве тары и одноразовой изотермической упаковки для замороженных продуктов[9][10][11][12]
- В строительстве зданий — применение пенополистирола в России в строительной отрасли регламентируется государственными стандартами[13][14][15] и ограничивается использованием в качестве среднего слоя строительной ограждающей конструкции. Пенополистирол широко применяется для утепления фасадов (класс горючести Г1). Потенциально высокая пожароопасность этого материала требует обязательного проведения предварительных натурных испытаний[16]. В августе 2014 года ФГБУ ВНИИПО МЧС России отметил[17], что применение в конструкции СФТК («Системы фасадные теплоизоляционные композиционные») в качестве утеплителя (теплоизоляции) основной плоскости фасада плиточного пенополистирола (только тех марок, которые указаны в ТС), не являющегося материалом для отделки или облицовки внешних поверхностей наружных стен зданий и сооружений, противоречит требованиями Статьи 87, части 11 ФЗ № 123-ФЗ[18] и пункта 5.2.3 СП 2.13130.2012. В июле 2015 года вступил в силу современный ГОСТ 15588-2014 «Плиты пенополистирольные теплоизоляционные. Технические условия», указывающий на обязательное наличие в составе материала антипиреновых добавок, обеспечивающих пожаробезопасность (самозатухание, неспособность поддерживать самостоятельное горение) пенополистирольных плит при хранении и монтаже.
- С 1970-х гг. пенополистирол применяется при строительстве дорог, устройстве искусственных рельефов и насыпей, прокладке транспортных путей на территориях со слабыми грунтами, при защите дорог от промерзания, для снижения вертикальной нагрузки на конструкцию и в ряде других случаев. Наиболее активно используют пенополистирол в дорожном строительстве США, Япония, Финляндия и Норвегия[19]. Требования и нормы ГОСТ к данному продукту в этих странах кардинально отличаются от Российских и стран СНГ.
- Служит материалом для производства детских игрушек, дизайнерской мебели и предметов интерьера[20]. Также служит материалом для создания объектов современного декоративно-прикладного и концептуального искусства[21].

## Свойства пенополистирола

### Водопоглощение

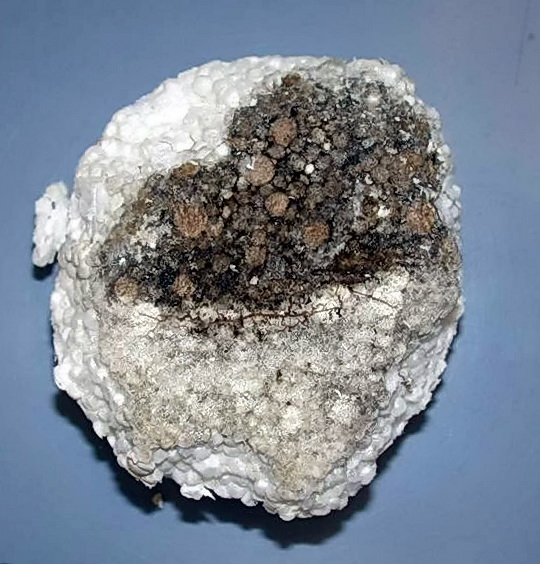
Колония бактерий на EPS

Пенополистирол способен поглощать воду при непосредственном контакте. Проникновение воды непосредственно в пластмассу составляет менее 0,25 мм за год, поэтому водопоглощение пенополистирола зависит от его структурных особенностей, плотности, технологии изготовления и длительности периода водонасыщения. Водопоглощение экструзионного пенополистирола даже через 10 суток нахождения в воде не превышает 0,4 % (по объёму), что обусловливает его широкое применение как утеплителя для подземных и заглублённых сооружений (дороги, фундаменты).

### Паропроницаемость
Пенополистирол является низкопаропроницаемым материалом.
ГОСТ 15588-2014 устанавливает паропроницаемость не меньше 0,05 мг/мчПа. В реальности он зависим от плотности пенополистирола. Пенополисторол марки ПСБ-15 (ПСБ-С-15) имеет паропроницаемость 0.035 мг/(м•ч•Па), а ПСБ-35 как 0.03 мг/(м•ч•Па). В большинстве случаев это позволяет тепловой конструкции отводить влагу из нее осушаться при наличии пароизоляционной мембраны со стороны помещения, но каждая такая конкретная модель требует расчета на тепловом калькуляторе с моделированием увлажнения как SmartCalc или его аналог.

### Биологическая устойчивость
Несмотря на то, что пенополистирол не подвержен действию грибков, микроорганизмов и мхов, в ряде случаев они способны образовывать на его поверхности свои колонии.
Полистирол способны есть и переваривать мучные черви.
В пенополистироле могут селиться насекомые, обустраивать гнёзда птицы и грызуны. Проблема повреждениям конструкций пенополистирола грызунами была предметом многочисленных исследований. По результатам произведенных тестов пенополистирола на серых крысах, домовых мышах и мышах-полевках установлено следующее:
1. Пенополистирол, как материал, состоящий из углеводородов, не содержит питательных веществ и не является питательной средой для грызунов (и прочих живых организмов).
2. В принудительных условиях грызуны воздействуют на экструзионный и гранулированный пенополистирол равно, как и на всякий другой материал, в тех случаях, когда он является преградой (препятствием) для доступа к пище и воде или для удовлетворения других физиологических потребностей животного.
3. В условиях свободного выбора грызуны воздействуют на пенополистирол в меньшей степени, чем в условиях принуждения, и только в том случае, если им необходим подстилочный материал или существует потребность в стачивании резцов.
4. При наличии выбора гнездового материала (мешковина, бумага), пенополистирол привлекает грызунов в последнюю очередь.

Результаты экспериментов с крысами и мышами показали также зависимость от модификации пенополистирола, в частности экструзионный пенополистирол повреждается грызунами в меньшей степени.

### Долговечность
Одним из способов определения долговечности пенополистирола является чередование нагревания до +40 °C, охлаждения до −40 °C и выдерживанием в воде. Каждый такой цикл принимается равным одному условному году эксплуатации. Утверждается, что долговечность изделий из пенополистирола по данной методике испытаний составляет не менее 60 лет, 80 лет.

### Устойчивость к действию растворителей
Пенополистирол мало устойчив к растворителям. Он легко растворяется в исходном стироле, ароматических углеводородах (бензол, толуол, ксилол), хлорированных углеводородах (1,2-дихлорэтан, четырёххлористый углерод), сложных эфирах, ацетоне, сероуглероде. В то же время он нерастворим в спиртах, алифатических углеводородах и простых эфирах.

## Деструкция пенополистирола

### Высокотемпературная деструкция
Высокотемпературная фаза деструкции пенополистирола хорошо и обстоятельно исследована. Она начинается при температуре +160 °C. С повышением температуры до +200 °C начинается фаза термоокислительной деструкции. Выше +260 °C преобладают процессы термической деструкции и деполимеризации. В связи с тем, что теплота полимеризации полистирола и поли-'''α'''-метилстирола одни из самых низких среди всех полимеров, в процессах их деструкции преобладает деполимеризация до исходного мономера — стирола.
Модифицированный пенополистирол со специальными добавками отличается по степени высокотемпературной деструкции согласно сертификационному классу. Модифицированные пенополистиролы, сертифицированные по классу Г1, не разрушаются более чем на 65 % под воздействием высоких температур. Классы модифицированных пенополистиролов приведены в таблице в разделе по пожаростойкости.

### Низкотемпературная деструкция и воздействие на здоровье
Вспененный полистирол, как и некоторые другие углеводороды, способен к самоокислению на воздухе с образованием пероксидов. Реакция сопровождается деполимеризацией. Скорость реакции определяется диффузией молекул кислорода. Ввиду значительно развитой поверхности пенополистирола он окисляется быстрее, чем полистирол в блоке. Для полистирола в форме плотных изделий регламентирующим началом деструкции выступает температурный фактор. При более низких температурах его деструкция хотя теоретически и возможна в соответствии с законами термодинамики полимеризационных процессов, но из-за чрезвычайно низкой газопроницаемости полистирола парциальное давление мономера имеет возможность изменяться только на наружной поверхности изделия. Соответственно ниже Тпред = 310 °С деполимеризация полистирола происходит только на поверхности изделия, и ею можно пренебречь для целей практического применения.
Д. х. н., профессор кафедры переработки пластмасс РХТУ имени Менделеева Л. М. Кербер о выделении стирола из современного пенополистирола:

«В условиях обычной эксплуатации стирол окисляться никогда не будет. Он окисляется при гораздо более высоких температурах. Деполимеризация стирола действительно может идти при температурах выше 320 градусов, но всерьёз говорить о выделении стирола в процессе эксплуатации пенополистирольных блоков в интервале температур от минус 40 до плюс 70 °C нельзя. В научной литературе имеются данные о том, что окисления стирола при температуре до +110 °C практически не происходит».
Также эксперты утверждают, что падение ударной вязкости материала при +65 °C не отмечено на интервале 5000 часов, а падение ударной вязкости при +20 °C не отмечено за 10 лет.
Токсичная природа стирола и способность пенополистирола выделять стирол считается европейскими экспертами недоказанной. Эксперты, как в строительной, так и в химической отрасли либо отрицают саму возможность окисления пенополистирола в обычных условиях, либо указывают на отсутствие прецедентов, либо ссылаются на отсутствие у них информации по данному вопросу.
Кроме того, сама опасность стирола изначально часто преувеличивается. Согласно крупномасштабным научным исследованиям, проведённым в 2010 г. в связи с прохождением обязательной процедуры перерегистрации химических веществ в Европейском Химическом Агентстве в соответствии с регламентом REACH, были сделаны следующие выводы:
- мутагенность — нет оснований для классификации;
- канцерогенность — нет оснований для классификации;
- репродуктивная токсичность — нет оснований для классификации.

Более того, необходимо иметь в виду, что стирол естественным образом содержится в кофе, корице, клубнике и сырах.
Таким образом, основные опасения, связанные с особой токсичностью стирола, якобы выделяющегося при использовании пенополистирола, не подтверждаются
До 2018 года никаких доказательств о канцерогенности стирола не было дальше теоретических предположений о том, что теоретически возможны химические реакции с участием стирола способные повредить ДНК. Тем не менее, не удавалось обнаружить практически каких либо мутаций у человека под воздействие стирола, даже когда стирол обнаруживался в крови людей. Опыты на животных с передозировкой стирола в тысячи раз показывали, что он воздействует примерно как гормон эстроген и даже на животных канцерогенные эффекты были не очевидны.  Единственное прямое доказательство возможного канцерогенного воздействия стирола на человека было получено в 2018, что повлекло со стороны ВОЗ и Международного агентства по исследованию рака (IARC) пересмотра классификации стирола с "вероятно" до "возможно" канцерогенного. Было исследовано 73036 рабочих, которые работали в прямом контакте со стиролом на химическом производстве. Нормальное количество миелоидного лейкоза (редкая форма лейкемии) составляет примерно 10 человек на такое количество людей, было обнаружено 25 случаев миелоидного лейкоза. На основании этого были введены новые нормы по работе со стиролом на химических предприятиях. Следует отметить, что нормальный риск возникновения рака составляет примерно 20% в течение жизни, в данном случае обсуждается гипотетический риск рака примерно 0,01% и сугубо для работников химической промышленности. Для бытового использования продуктов на основе полистирола эмиссия составляет в более чем 10.000 раз меньшую дозу и какие либо доказательства или ограничения по применению продуктов полистирола в бытовом использовании отсутствуют. Как отмечает FDA и Cancer Council, куда большее значение для снижения риска возникновения рака является не истерия вокруг стирола, а отказ от курения, загара, алкоголя и употребления нездоровой пищи. 

## Пожароопасность пенополистирола

### Пожароопасность необработанного пенополистирола
Немодифицированный пенополистирол (класс горючести Г4) — легковоспламеняющийся материал, воспламенение которого может произойти от пламени спичек, паяльной лампы, от искр автогенной сварки. Пенополистирол не воспламеняется от прокалённого железного провода, горящей сигареты и от искр, возникающих при точке стали. Пенополистирол относится к синтетическим материалам, которые характеризуются повышенной горючестью. Он способен сохранять энергию от внешнего источника тепла в поверхностных слоях, распространяя огонь и инициируя усиление пожара.
Температура воспламенения пенополистирола колеблется от 210 °C до 440 °C в зависимости от добавок, используемых производителями. Температура воспламенения конкретной модификации пенополистирола определяется согласно сертификационному классу.
При воспламенении обычного пенополистирола (класс горючести Г4) в короткое время развивается температура 1200 °C, при использовании специальных добавок (антипирены) температура горения может быть снижена согласно классу горения (класс горючести Г3). Горение пенополистирола проходит с образованием токсичного дыма различной степени и интенсивности в зависимости от примесей, добавленных к пенополистиролу для снижения дымообразования. Дымовыделение токсичных веществ в 36 раз больше по объёму, чем у древесины.
Горение обычного пенополистирола (класс горючести Г4) сопровождается образованием токсичных продуктов: циановодорода, бромоводорода и так далее.
По указанным причинам изделия из необработанного пенополистирола (класс горючести Г4) не имеют сертификатов допуска для применения в строительных работах.
Производители используют модифицированный специальными добавками (антипиренами) пенополистирол, благодаря которым материал имеет различные классы по воспламенению, горючести и дымообразованию.
Таким образом, при корректном монтаже, в соответствии с ГОСТ 15588-2014 «Плиты пенополистирольные теплоизоляционные. Технические условия», пенополистирол не представляет угрозы для пожаробезопасности зданий. Технология «мокрого фасада» (WDVS, EIFS, ETICS), которая подразумевает применение пенополистирола в качестве утеплителя в ограждающей конструкции, находит большое применение в строительстве.

### Модифицированный пенополистирол для пожарной безопасности
Для снижения пожароопасности пенополистирола при его получении к нему добавляют антипирены. Полученный материал называется самозатухающим пенополистиролом (класс горючести Г3) и обозначается у ряда российских производителей дополнительной буквой «С» в конце (например — ПСБ-С).
01.05.2009 вступил в действие новый федеральный закон ФЗ-123 «Технический регламент о требованиях пожарной безопасности». Изменилась методика по определению группы горючести горючих строительных материалов. А именно, в статье 13, пункт 6 появилось требование, исключающее образование капель расплава в материалах с группой Г1-Г2
Учитывая то, что температура плавления полистирола около 220 °C, то все утеплители на основе этого полимера (в том числе экструдированный пенополистирол) с 01.05.2009 будут классифицированы группой горючести не выше Г3.
До вступления ФЗ 123 в силу, группа горючести марок с добавлением антипиренов характеризовалась как Г1.
Снижение горючести пенополистирола в большинстве случаев достигается заменой горючего газа для «надувания» гранул на углекислый газ.